# Carex lamprochlamys
Carex lamprochlamys är en halvgräsart som beskrevs av Stanley Thatcher Blake. Carex lamprochlamys ingår i släktet starrar, och familjen halvgräs. Inga underarter finns listade i Catalogue of Life.